# Frombork (gemeente)
De gemeente Frombork is een stad- en landgemeente in het Poolse woiwodschap Ermland-Mazurië, in powiat Braniewski.
De zetel van de gemeente is in Frombork.
Op 30 juni 2004 telde de gemeente 3793 inwoners.

## Oppervlaktegegevens
In 2002 bedroeg de totale oppervlakte van gemeente Frombork 125,82 km², waarvan:
- agrarisch gebied: 42%
- bossen: 20%

De gemeente beslaat 10,45% van de totale oppervlakte van de powiat.

## Demografie
Stand op 30 juni 2004:
| Omschrijving                   | Totaal | Totaal | Vrouwen | Vrouwen | Mannen | Mannen |
| ------------------------------ | ------ | ------ | ------- | ------- | ------ | ------ |
| eenheid                        | aantal | %      | aantal  | %       | aantal | %      |
| inwoners                       | 3793   | 100    | 1946    | 51,3    | 1847   | 48,7   |
| bevolkingsdichtheid (inw./km²) | 30,1   | 30,1   | 15,5    | 15,5    | 14,7   | 14,7   |

In 2002 bedroeg het gemiddelde inkomen per inwoner 2672,62 zł.

## Administratieve plaatsen (sołectwo)
Baranówka, Biedkowo, Bogdany, Drewnowo, Jędrychowo, Krzyżewo, Krzywiec, Narusa, Ronina, Wierzno Wielkie.

## Aangrenzende gemeenten
Braniewo, Krynica Morska, Młynary, Płoskinia, Tolkmicko